# 黄得恩
黄得恩是地方教会在江西地区的主要负责人。
黄得恩出生在江西吉安，在内地会办的小学读书，1934年，上海伯特利布道团的顾主恩等人来吉安开复兴布道会，黄得恩受到激励，进入伯特利神学院。1937年黄得恩去浙江温州时开始接触地方教会。1939年回吉安，侥幸躲过日本飞机的空袭，然后又到温州接受一位放弃邮局高职的传道人汪主恩的帮助。
1948年，黄得恩参加倪柝声主持的鼓岭训练。此后留在福州8年，跟随汪佩真、左弗如学习事奉。
1956年，肃反运动中，上海地方教会主要负责人被捕，于是左弗如让黄得恩到上海帮助上海福音书房的工作。1958年，实行联合礼拜，上海教会南阳路聚会所缴给政府，黄得恩被认为是死硬分子，回到江西，到政协农场劳动。
1964年3月18日黄得恩被捕，此后被囚禁15年。1968年在南昌的万人大会上接受公审，由于向7名青年传教，被宣布为“倪柝声反革命集团核心分子”，“顽固至极，死不改悔，从严判处无期徒刑”。
1979年黄得恩被释放回家，1981年得到江西省人民法院的平反。此后在南昌地区恢复地方教会。后来出国到加拿大温哥华定居。